# J/80

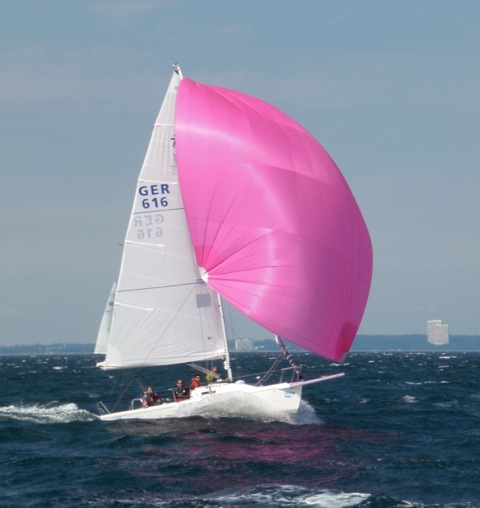
J/80 in Gleitfahrt unter Gennaker

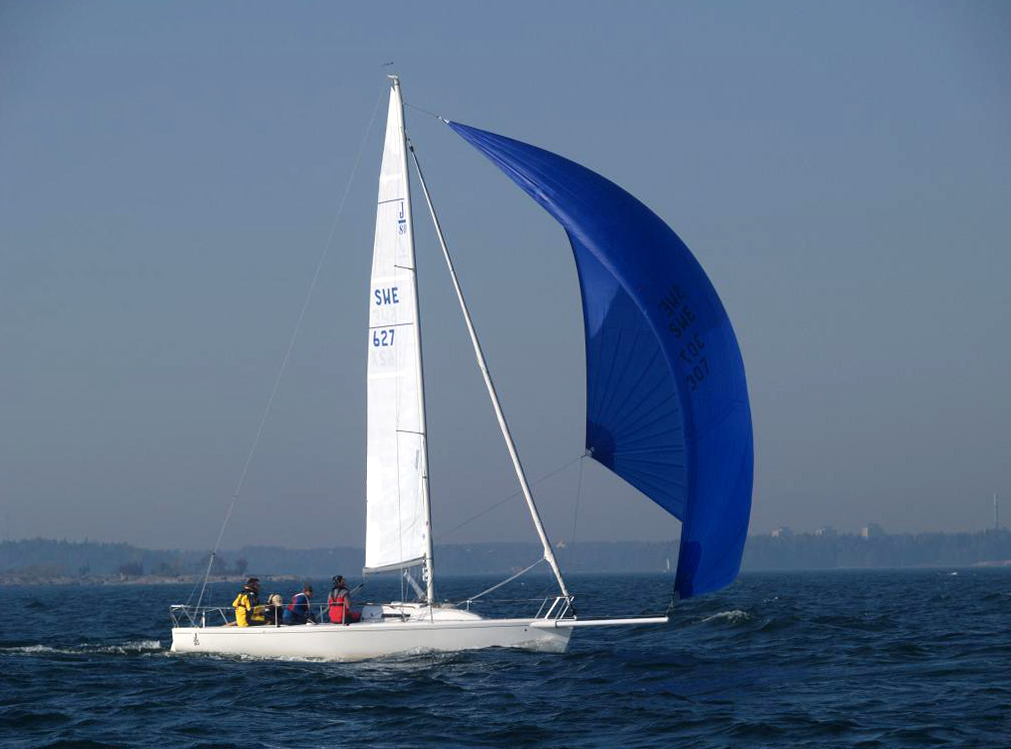

Die J/80 ist eine von der International Sailing Federation anerkannte Einheitsklasse. In Deutschland gilt sie als internationale Klasse (Kielboot). Die weltweit über 1400 verkauften Boote werden überwiegend in Nordamerika, Europa und Asien aktiv in Ranglistenregatten der nationalen Klassenvereinigungen gesegelt. Jährlich findet unter dem Dach der internationalen J/80-Klassenvereinigung eine Weltmeisterschaft statt. In den Jahren, in denen die Weltmeisterschaft nicht in Europa ausgetragen wird, findet eine Europameisterschaft statt.
Neben Großsegel und Fock findet sich als Charakteristikum der 65 m² große Gennaker, weshalb diese und ähnliche Sportkielboote im deutschen Sprachraum als Rüsselboot (siehe DSV-Yardstickliste) bezeichnet werden.
Die J/80 wurde 1992 von Rod Johnstone und seiner Firma J/Boats entworfen. Ziel war ein Sportboot, das sowohl einfach und sicher zu segeln war als auch das Gleiten mit Geschwindigkeiten bis zu 20 Knoten ermöglichen sollte. Eine weitere Konstruktionsbedingung war u. a. die im Straßenverkehr zulässige Breite von 2,50 m.
In der Praxis gut möglich sind Geschwindigkeiten um 15 Knoten. Es existieren Berichte und Videos mit Geschwindigkeiten von 19 Knoten. Diese Geschwindigkeiten sind im Regattasport längst keine Besonderheit mehr. Aber als einzige unter den Sportbooten dieser Größe und Geschwindigkeitspotenzial ist die J/80 mit der CE-Kategorie B = offshore (küstenferne Gewässer) klassifiziert und in der Presse wird ihre einfache Handhabung mit kleiner Crew gelobt.
Die J/80 wird im Regattabetrieb von vier Personen gesegelt, wobei nach Klassenregeln nicht die Anzahl, sondern lediglich das Crewgewicht auf 350 kg (gem. Class Rules vom 1. April 2018) begrenzt ist, so dass Damen- und Jugendcrews häufig zu fünft antreten. Zum Fahrtensegeln spielen die technischen Grenzen von 950 kg oder acht Personen praktisch keine Rolle, auch wenn im Cockpit zum Tagesausflug sechs Personen leicht Platz finden. Unter Deck finden maximal vier Personen eine Koje.